# Margaritaville (South Park)
Margaritaville ist die dritte Folge der 13. Staffel und damit die 184. Episode der Serie South Park. Sie gewann im Jahre 2009 den Primetime Emmy Award in der Kategorie „Bestes animiertes Programm (weniger als eine Stunde)“. Es ist die insgesamt neunte Folge von South Park, die für einen Emmy nominiert und die vierte Folge, die mit einem Emmy ausgezeichnet wurde.

## Handlung
Die Folge spiegelt auf satirische Weise die Weltwirtschaftskrise wider. Um die Wirtschaft wieder aufzurichten, beschließen die Bürger von South Park, unter Führung von Randy Marsh, keine unnötigen Dinge mehr zu kaufen und boykottieren selbst die Nutzung von Elektrizität. Auf der anderen Seite formiert Kyle eine Gegenbewegung und bezahlt schlussendlich die Schulden aller Bürger mit einer American-Express-Karte.
Die Geschichte lehnt sich außerdem sehr an die Geschichte Jesu an. Neben vielen anderen Ereignissen und Aussprüchen findet beispielsweise auch ein „Letztes Abendmahl“ statt, bei dem Kyle verkündet, dass er das Gefühl habe, bald verraten zu werden, was Cartman auch plant.
Währenddessen versucht Stan, den Margaritaville seines Vaters, einen automatischen Margaritamixer, umzutauschen. Dabei arbeitet er sich durch obskure Wirtschaftsgebilde und Finanzierungspläne, in die das Gerät eingebunden ist. Am Ende erzählen ihm Beamte des Finanzministeriums, dass sein Gerät einen Wert von mehreren Milliarden Dollar habe. Wenig später stellt sich jedoch heraus, dass sie dies mit Hilfe eines „Diagramm“ festgestellt haben, einer kleinen Arena, in der sich viele verschiedene Felder mit Anweisungen (Rettungsplan, Bankrott, „Versuchs nochmal“ u. a.) befinden. Dieses wird betrieben, indem einem Huhn der Kopf abgetrennt wird, wodurch es in der Arena herumläuft und nach kurzer Zeit auf einem Feld landet. Damit wird auf die sehr zufällig wirkenden Entscheidungen des Finanzministeriums während der Wirtschaftskrise angespielt.